# San-marinesischer Fußballpokal
Der san-marinesische Fußballpokal (ital.: Coppa Titano) ist der nationale Fußball-Pokalwettbewerb für Männerfußball-Vereinsmannschaften in San Marino. Der Wettbewerb wurde erstmals im Jahr 1937 ausgespielt. Wurde der Pokal anfangs nur selten (1937, 1950, 1954 und 1958 bis 1961) ausgespielt, so findet die Coppa Titano seit 1965 regelmäßig und seit 1974 jährlich statt.
Rekordsieger ist AC Libertas mit elf Titeln. Offiziell ist die Coppa Titano zwar erst seit Gründung des Campionato Sammarinese di Calcio 1985 der nationale Pokal San Marinos, doch alle vorherigen Titel werden als gleichwertig betrachtet. Die Coppa Titano wird von der Federazione Sammarinese Giuoco Calcio (FSGC), dem san-marinesischen Fußballverband, ausgeführt.
Der Pokalsieger ist zur Teilnahme an der 1. Qualifikationsrunde zur UEFA Conference League spielberechtigt.

## Die Endspiele im Überblick
| Jahr                            | Sieger                                                            | Ergebnis                                                          | Finalist                                                          |
| ------------------------------- | ----------------------------------------------------------------- | ----------------------------------------------------------------- | ----------------------------------------------------------------- |
| Inoffizielle Wettbewerbe        |                                                                   |                                                                   |                                                                   |
| 1937                            | SP Libertas                                                       | Ligasystem                                                        | La Castellana (Serravalle)                                        |
| 1938 bis 1949 nicht ausgetragen |                                                                   |                                                                   |                                                                   |
| 1950                            | SP Libertas                                                       | Ligasystem                                                        | Kursaal (San Marino)                                              |
| 1951 bis 1953 nicht ausgetragen |                                                                   |                                                                   |                                                                   |
| 1954                            | SP Libertas                                                       |                                                                   |                                                                   |
| 1955 bis 1957 nicht ausgetragen |                                                                   |                                                                   |                                                                   |
| 1958                            | SP Libertas                                                       |                                                                   |                                                                   |
| 1959                            | SP Libertas                                                       |                                                                   |                                                                   |
| 1960 nicht ausgetragen          |                                                                   |                                                                   |                                                                   |
| 1961                            | SP Libertas                                                       |                                                                   |                                                                   |
| 1962 bis 1964 nicht ausgetragen |                                                                   |                                                                   |                                                                   |
| 1965                            | SS Juvenes Serravalle                                             |                                                                   |                                                                   |
| 1966                            | SP Tre Fiori                                                      |                                                                   |                                                                   |
| 1967                            | SP Tre Penne                                                      |                                                                   |                                                                   |
| 1968                            | SS Juvenes Serravalle                                             |                                                                   |                                                                   |
| 1969 nicht beendet              |                                                                   |                                                                   |                                                                   |
| 1970                            | SP Tre Penne                                                      |                                                                   |                                                                   |
| 1971                            | SP Tre Fiori                                                      |                                                                   |                                                                   |
| 1972                            | FC Domagnano                                                      |                                                                   |                                                                   |
| 1973 nicht beendet              |                                                                   |                                                                   |                                                                   |
| 1974                            | SP Tre Fiori                                                      |                                                                   |                                                                   |
| 1975                            | SP Tre Fiori                                                      |                                                                   |                                                                   |
| 1976                            | SS Juvenes Serravalle                                             |                                                                   |                                                                   |
| 1977                            | GS Dogana                                                         |                                                                   |                                                                   |
| 1978                            | SS Juvenes Serravalle                                             |                                                                   |                                                                   |
| 1979                            | GS Dogana                                                         |                                                                   |                                                                   |
| 1980                            | SS Cosmos                                                         |                                                                   |                                                                   |
| 1981                            | SS Cosmos                                                         |                                                                   |                                                                   |
| 1982                            | SP Tre Penne                                                      |                                                                   |                                                                   |
| 1983                            | SP Tre Penne                                                      |                                                                   |                                                                   |
| 1984                            | SS Juvenes Serravalle                                             |                                                                   |                                                                   |
| 1985                            | SP Tre Fiori                                                      |                                                                   |                                                                   |
| Wettbewerbe nach Ligagründung   |                                                                   |                                                                   |                                                                   |
| 1986                            | SP La Fiorita                                                     | 6:1                                                               | SP Tre Fiori                                                      |
| 1987                            | SP Libertas                                                       | 0:0 n. V.; 5:3 i. E.                                              | SP Tre Penne                                                      |
| 1988                            | FC Domagnano                                                      | 2:1                                                               | SP La Fiorita                                                     |
| 1989                            | SP Libertas                                                       | 2:0                                                               | SP La Fiorita                                                     |
| 1990                            | FC Domagnano                                                      | 2:0                                                               | SS Juvenes Serravalle                                             |
| 1991                            | SP Libertas                                                       | 2:0                                                               | SC Faetano                                                        |
| 1992                            | FC Domagnano                                                      | 1:1 n. V.; 4:2 i. E.                                              | SP Tre Fiori                                                      |
| 1993                            | SC Faetano                                                        | 1:0                                                               | SP Libertas                                                       |
| 1994                            | SC Faetano                                                        | 3:1                                                               | SS Folgore/Falciano                                               |
| 1995                            | SS Cosmos                                                         | 0:0 n. V.; 3:1 i. E.                                              | SC Faetano                                                        |
| 1996                            | FC Domagnano                                                      | 2:0                                                               | SS Cosmos                                                         |
| 1997                            | SS Murata                                                         | 2:0                                                               | SS Virtus                                                         |
| 1998                            | SC Faetano                                                        | 4:1                                                               | SS Cosmos                                                         |
| 1999                            | SS Cosmos                                                         | 5:1                                                               | FC Domagnano                                                      |
| 2000                            | SP Tre Penne                                                      | 3:1                                                               | SS Folgore/Falciano                                               |
| 2001                            | FC Domagnano                                                      | 1:0                                                               | SP Tre Fiori                                                      |
| 2002                            | FC Domagnano                                                      | 6:1                                                               | SP Cailungo                                                       |
| 2003                            | FC Domagnano                                                      | 1:0                                                               | SS Pennarossa                                                     |
| 2004                            | SS Pennarossa                                                     | 3:0                                                               | FC Domagnano                                                      |
| 2005                            | SS Pennarossa                                                     | 4:1                                                               | SP Tre Penne                                                      |
| 2006                            | SP Libertas                                                       | 4:1                                                               | SP Tre Penne                                                      |
| 2007                            | SS Murata                                                         | 2:1                                                               | AC Libertas                                                       |
| 2008                            | SS Murata                                                         | 1:0                                                               | AC Juvenes/Dogana                                                 |
| 2009                            | AC Juvenes/Dogana                                                 | 2:1                                                               | FC Domagnano                                                      |
| 2010                            | SP Tre Fiori                                                      | 2:1 n. V.                                                         | SP Tre Penne                                                      |
| 2011                            | AC Juvenes/Dogana                                                 | 4:1                                                               | SS Virtus                                                         |
| 2012                            | SP La Fiorita                                                     | 3:2                                                               | SS Pennarossa                                                     |
| 2013                            | SP La Fiorita                                                     | 1:0                                                               | SS San Giovanni                                                   |
| 2014                            | AC Libertas                                                       | 2:0                                                               | SC Faetano                                                        |
| 2015                            | SS Folgore/Falciano                                               | 5:0                                                               | SS Murata                                                         |
| 2016                            | SP La Fiorita                                                     | 2:0                                                               | SS Pennarossa                                                     |
| 2017                            | SP Tre Penne                                                      | 2:0                                                               | SP La Fiorita                                                     |
| 2018                            | SP La Fiorita                                                     | 3:2                                                               | SP Tre Penne                                                      |
| 2019                            | SP Tre Fiori                                                      | 1:0                                                               | SS Folgore/Falciano                                               |
| 2020                            | abgebrochen nach dem Viertelfinale aufgrund der COVID-19-Pandemie | abgebrochen nach dem Viertelfinale aufgrund der COVID-19-Pandemie | abgebrochen nach dem Viertelfinale aufgrund der COVID-19-Pandemie |
| 2021                            | SP La Fiorita                                                     | 0:0 n. V.; 10:9 i. E.                                             | SP Tre Fiori                                                      |
| 2022                            | SP Tre Fiori                                                      | 3:1                                                               | SS Folgore/Falciano                                               |
| 2023                            | SS Virtus                                                         | 3:1                                                               | SP Tre Penne                                                      |
| 2024                            | SP La Fiorita                                                     | 0:0 n. V.; 4:2 i. E.                                              | SS Virtus                                                         |
| 2025                            | SS Virtus                                                         | 1:0                                                               | SP Tre Fiori                                                      |

### Rangliste der Sieger
| Verein                | Siege | Jahre                                                            |
| --------------------- | ----- | ---------------------------------------------------------------- |
| AC Libertas 1         | 11    | 1937, 1950, 1954, 1958, 1959, 1961, 1987, 1989, 1991, 2006, 2014 |
| FC Domagnano          | 8     | 1972, 1988, 1990, 1992, 1996, 2001, 2002, 2003                   |
| SP Tre Fiori          | 8     | 1966, 1971, 1974, 1975, 1985, 2010, 2019, 2022                   |
| SP La Fiorita         | 7     | 1986, 2012, 2013, 2016, 2018, 2021, 2024                         |
| SP Tre Penne          | 6     | 1967, 1970, 1982, 1983, 2000, 2017                               |
| SS Juvenes Serravalle | 5     | 1965, 1968, 1976, 1978, 1984                                     |
| SS Cosmos             | 4     | 1980, 1981, 1995, 1999                                           |
| SC Faetano            | 3     | 1993, 1994, 1998                                                 |
| SS Murata             | 3     | 1997, 2007, 2008                                                 |
| GS Dogana             | 2     | 1977, 1979                                                       |
| SS Pennarossa         | 2     | 2004, 2005                                                       |
| AC Juvenes/Dogana     | 2     | 2009, 2011                                                       |
| SS Virtus             | 2     | 2023, 2025                                                       |
| SS Folgore/Falciano   | 1     | 2015                                                             |